# Mukhtar Mohammed
Mukhtar Mohammed (ur. 1 grudnia 1990) – brytyjski lekkoatleta pochodzenia somalijskiego specjalizujący się w biegu na 800 metrów.
W 2011 odniósł pierwszy znaczący sukces w karierze zdobywając brązowy medal mistrzostw Europy dla zawodników do lat 23. W 2013 sięgnął po brąz halowych mistrzostw Europy w Göteborgu.
Rekordy życiowe: stadion – 1:45,67 (26 lipca 2013, Londyn); hala – 1:46,58 (16 lutego 2013, Birmingham).

## Osiągnięcia
| Rok  | Impreza                                 | Miejsce   | Lokata      | Wynik   |
| ---- | --------------------------------------- | --------- | ----------- | ------- |
| 2011 | Młodzieżowe mistrzostwa Europy          | Ostrawa   | 3. miejsce  | 1:48,01 |
| 2013 | Halowe mistrzostwa Europy               | Göteborg  | 3. miejsce  | 1:49,60 |
| 2014 | Halowe mistrzostwa świata               | Sopot     | eliminacje  | 1:47,59 |
| 2014 | Superliga drużynowych mistrzostw Europy | Brunszwik | 11. miejsce | 1:50,27 |
| 2014 | Igrzyska Wspólnoty Narodów              | Glasgow   | półfinał    | 1:51,91 |
| 2015 | Halowe mistrzostwa Europy               | Praga     | eliminacje  | 1:49,75 |